# Andinentulus ebbei
Andinentulus ebbei – gatunek pierwogonka z rzędu Acerentomata i rodziny Acerentomidae. Jedyny znany gatunek monotypowego rodzaju Andinentulus.

## Taksonomia
Gatunek opisany został w 1984 przez Sørena L. Tuxena i umieszczony w nowym rodzaju Andinentulus.

## Występowanie
Gatunek ten jest endemitem Argentyny, znanym wyłącznie z okolicy miasta San Martín de los Andes w prowincji Neuquén.